# Katsuragi (Wakayama)
Katsuragi (Japans: かつらぎ町, Katsuragi-chō) is een Japanse gemeente in het district Ito van de prefectuur Wakayama. Op 1 december 2012 had de gemeente 17.688 inwoners. De bevolkingsdichtheid bedroeg 117 inw./km². De oppervlakte van de gemeente bedraagt 151,73 km².
De huidige gemeente ontstond op 1 oktober 2005 toen het dorp Hanazono werd aangehecht bij de gemeente Katsuragi.

## Verkeer
- JR West: Wakayama-lijn
  - Station Myoji
  - Station Otani
  - Station Kaseda
  - Station Nishi-Kaseda
  - Station Nakaiburi